# Тодор Луканов
Тодор Станчев Луканов е политически деец на БРСДП и БКП, народен представител.

## Биография
Роден е на 1 декември 1874 г. в Ловеч. Баща му е преселник от с. Българене в Ловеч след Кримската война (1853 – 1856), по професия ханджия, в чиято странноприемница, наречена Луканов хан, отсяда при обиколките си Васил Левски.
Тодор Луканов работи през 1896 г. като учител в Плевен, но е уволнен заради социалистическите му убеждения. Завършва право в Женева през 1900 г. и същата година се завръща в Плевен.

### Политик в България
Луканов основава организацията на БРСДП в Плевен и е неин пръв ръководител. При разцеплението на партията на Русенския конгрес през 1903 г. застава на страната на „тесните социалисти“. От 1911 г. е член на Централната контролна комисия на БРСДП (т.с.) През Балканската война запасният подпоручик Луканов е взводен командир в 31 пехотен полк – до 24 ноември 1912 г. След раняване в крака е военен следовтел в Гюмюрджина.. През 1913 г. е избран за народен представител в XVI обикновено народно събрание. По време на Първата световна война е в затвор за агитация против участието на България, освободен е през есента на 1918 г.
При преобразуването на партията в БКП (т.с.) през 1919 г. е избран за член на Централния комитет. От 1922 г. е организационен секретар на ЦК на БКП. След Деветоюнския преврат от 1923 г. се обявява против въоръжената борба срещу режима на Народния сговор. Изпраща нареждане до плевенската организация, взела участие в Юнското въстание под ръководството на Асен Халачев, да се прекратят въоръжените действия. Обявява се против Септемврийското въстание.

### Емигрант в СССР
След разгрома на Септемврийското въстание емигрира в СССР. Става член на ВКП (б) в Съветския съюз.
В Съветския съюз Тодор Луканов продължава с критиките си срещу Георги Димитров и Васил Коларов, които обвинява в „ляво сектантство“. В писмо до Йосиф Сталин през октомври 1925 година той настоява за тяхното отстраняване от ръководството на БКП. В началото на 1930 година, с активното участие на Димитров, Луканов е изключен от БКП за „десен опортюнизъм“.
Умира през 1946 г.

## Семейство
Тодор Луканов е женен за Констанца (Коца) Луканова (Башева) и сестра на доктор Наум Башев, по убеждения социалистка. Чрез нейната сестра сродени за рода Татарчеви. Имат 3 сина – Андрей (лекар), Карло (политик), Алберт (лекар), и 2 дъщери – Вела (финансистка) и Соня (Софка).
Синът им Карло Луканов е виден деец на БКП, вицепремиер (1952 – 1954, 1956 – 1957) и външен министър (1956 – 1962), чийто син Андрей Луканов, също виден деец на БКП, е премиер (1990), вицепремиер (1976 – 1987), министър (1987 – 1989). Дъщеря им Вела Луканова заема длъжността управител на БНБ (1955 – 1959).